# عین السوده، ادلب
عین السوده (به عربی: عین السودة) یک روستا در سوریه است که در ناحیه مرکزی جسر الشغور واقع شده‌است. عین السوده ۲٬۹۴۷ نفر جمعیت دارد.